# نيل فريزر
نيل فريزر (بالإنجليزية: Neale Fraser)‏ مواليد 03 أكتوبر 1933 في ملبورن، فيكتوريا، هو لاعب كرة مضرب أسترالي سابق كان يلعب باليد اليسرى، اعتزال اللعب في 1977. سبق أن كان المصنف الأول عالمياً.

## روابط خارجية
- نيل فريزر على موقع رابطة محترفي التنس (الإنجليزية)
- نيل فريزر على موقع الاتحاد الدولي لكرة المضرب (الإنجليزية)
- نيل فريزر على موقع كأس ديفيز (الإنجليزية)
- نيل فريزر على موقع قاعة مشاهير كرة المضرب الدولية (الإنجليزية)
- نيل فريزر على موقع اتحاد التنس الأسترالي (الإنجليزية)
- نيل فريزر على موقع أرشيف التنس.كوم (الإنجليزية)
- نيل فريزر على موقع خلاصة التنس.كوم (الإنجليزية)
- نيل فريزر على موقع قاعة أستراليا للمشاهير الرياضية (الإنجليزية)